# مایسدورف
مایسدورف (به آلمانی: Meisdorf) یک منطقهٔ مسکونی در آلمان است که در فالکن‌اشتاین، زاکسن-آنهالت واقع شده‌است. مایسدورف ۱٬۱۰۰ نفر جمعیت دارد.